# Chapelle-Saint-Laurent
Chapelle-Saint-Laurent is een dorp in de Belgische provincie Waals-Brabant. Het ligt in Piétrebais, een deelgemeente van Incourt. Chapelle-Saint-Laurent vormt er het westelijk deel van het dorpscentrum.

## Geschiedenis
Onder het ancien régime was Chapelle-Saint-Laurent een zelfstandige heerlijkheid. Juridisch viel het onder de meierij van Graven, in het kwartier van Brussel van het hertogdom Brabant. Op de Ferrariskaart uit de jaren 1770 is het dorp weergegeven als Clle St. Laurent. 
Na de Franse invasie werd het dorp als gemeente ingedeeld bij het kanton Graven van het Dijledepartement. Deze gemeente werd al in 1811 opgeheven en bij Piétrebais gevoegd.

## Bezienswaardigheden
- De Église Saints-Laurent et Denis

Deelgemeenten: Glimes · Incourt · Opprebais · Piétrebais · Roux-Miroir

Overige dorpen en gehuchten: Alliébroux · Brombais · Chapelle-Saint-Laurent · Happeau · La Haie · Le Manil · Longpré · Sart-Risbart · Thorembisoul

Belgische gemeenten · Arrondissement Nijvel · Waals-Brabant · Wallonië